# April 2022
Dit artikel geeft een chronologisch overzicht van de belangrijkste gebeurtenissen per dag in de maand april van het jaar 2022.

## Gebeurtenissen

### 2 april
- De Sri Lankaanse president Gotabaya Rajapaksa roept de nationale noodtoestand uit naar aanleiding van grootschalige demonstraties vanwege de economische crisis in het land. Er geldt een avondklok en de politie en het leger krijgen meer bevoegdheden.[1]
- Litouwen stopt als eerste land binnen de Europese Unie volledig met de afname van gas uit Rusland.[2]

### 3 april
- Bij een schietpartij in het centrum van de Amerikaanse stad Sacramento (Californië) vallen zeker zes doden.[3]
- De Hongaarse premier Viktor Orbán wint de parlementsverkiezingen. Zijn partij Fidesz krijgt 53 procent van de stemmen, de oppositiepartijen bij elkaar 35 procent.[4]

### 4 april
- Het Intergovernmental Panel on Climate Change (IPCC) publiceert een nieuw klimaatrapport, het derde in minder dan een jaar, waaruit blijkt dat de CO2-uitstoot het afgelopen decennium recordhoog was maar bezig is af te vlakken. Het doel om de opwarming van de Aarde te beperken tot anderhalve graad is volgens het IPCC nog steeds haalbaar.[5][6]

### 7 april
- Bij een aanslag in een uitgaansgebied in het centrum van Tel Aviv vallen drie doden.[7] Wikinieuws

### 12 april
- In de New Yorkse wijk Brooklyn vallen zeker 29 gewonden bij een schietpartij in een metrostation van Fourth Avenue Line. De dader is een 62-jarige man.[8] Wikinieuws

### 16 april
- Op de Filipijnen loopt het dodental als gevolg van de storm Megi op tot 167. Zeker 110 mensen worden nog vermist. Vooral de stad Baybay en omgeving zijn zwaar getroffen.[9]

### 17 april
- In de Zuid-Afrikaanse provincie KwaZoeloe-Natal vallen zeker 443 doden door overstromingen. Meer dan 60 mensen worden nog vermist.[10]

### 23 april
- Een Japanse toeristenboot met 26 mensen aan boord raakt vermist vlak bij het eiland Hokkaido, waar de boot enkele uren eerder was vertrokken.[11] Het wrak wordt zes dagen later teruggevonden. Zeker 14 opvarenden blijken te zijn overleden, de rest wordt nog vermist.[12]

### 24 april
- De Franse president Emmanuel Macron wint de verkiezingen met ruim 58%, en kan daarmee beginnen aan een tweede ambtstermijn van vijf jaar. Macrons tegenstrever was Marine Le Pen.[13] (Lees verder)

## Overleden
<< · januari · februari · maart · april · mei · juni · juli · augustus · september · oktober · november · december · >>